# Grigorovich I-Z
El Grigorovich I-Z fue un caza monoplano desarrollado en la Unión Soviética durante la década de 1930.

## Historia y desarrollo
Los avances en la sobrevivencia de los aviones gracias a la construcción en metal y los tanques autosellantes, llevaron a experimentar con armas de gran calibre para derribarlos. En la Unión Soviética, Leonid Kurchevsky desarrolló una serie de cañones sin retroceso de distintos calibres, por lo cual en 1930 decidió adaptar sus cañones de 76,2 mm para su empleo a bordo de aviones.
El resultado fue un monoplano convencional, con alas soportadas por parantes y tren de aterrizaje fijo. Dos cañones sin retroceso APK iban montados bajo las alas, disparando fuera del arco de la hélice y con la parte posterior del fuselaje y el empenaje de cola reforzados para resistir el fogonazo. Se añadió una ametralladora sincronizada en el lado izquierdo del fuselaje para que el piloto pudiese apuntar.
Se construyeron dos prototipos, el primero de ellos volando a mediados de 1931. El segundo I-Zbis reforzado voló a inicios de 1932. Estos fueron seguidos por 21 unidades de preserie para ser evaluadas y 50 unidades de serie. Cuando se estaba suministrando el lote final, ya era evidente que el concepto de un caza "monotiro" era deficiente y que los I-Z que habían sido construidos fueron relegados a diversos papeles como bancos de prueba. Uno de estos papeles fue el de caza parásito en el Proyecto Zveno.

## Especificaciones (I-Z)
Referencia datos: Shavrov 1985

### Características generales
- Tripulación: 1
- Longitud: 7,65 m
- Envergadura: 11,5 m
- Superficie alar: 19,5 m²
- Peso vacío: 1.180 kg
- Peso cargado: 1.648 kg
- Planta motriz: 1× M22, radial de 9 cilindros.
  - Potencia: 358 kW (480 HP)
- Hélices: 1× Bipala por motor.

### Rendimiento
- Velocidad máxima operativa (Vno): 525 km/h a 3.000 m
- Alcance: 600 km
- Techo de vuelo: 7.000 m
- Carga alar: 85 kg/m²
- Potencia/peso: 217 W/kg
- Tiempo de ascenso: 5.000 m en 14 minutos

### Armamento
- Ametralladoras: 1× PV-1 de 7,62 mm

- Cañones: 2× cañones sin retroceso Kurchevski DRP (APK) de 76,2 mm